# Massacre de Hamrine
Le massacre de Hamrine a lieu le 22 août 2014 pendant la seconde guerre civile irakienne.

## Déroulement
L'attaque est menée contre la mosquée sunnite Mousab ibn Oumayr à Hamrine, près de Bakouba, dans la province de Diyala. Des hommes armés ouvrent le feu sur une foule de 150 fidèles,,,. L'agence Reuters indique que le bilan est d'au moins 68 morts selon des sources sécuritaires et auprès de la morgue.
Des responsables de l'armée et de la police attribuent d'abord la responsabilité de la tuerie à l'État islamique, certains font même mention d'un kamikaze,. Cependant un officier de l'armée irakienne déclare anonymement à l'agence Reuters que le massacre a été commis par des miliciens chiites des Hachd al-Chaabi,. Selon lui, ces derniers auraient agi en représailles à la mort de trois des leurs, tués le même jour par l'explosion de deux bombes, près de la maison d'un de leurs chefs,. La députée irakienne Nahida Al-Daini accuse également les milices chiites d'être responsables du massacre,.
Le 2 novembre 2014, Human Rights Watch publie un rapport sur le massacre. L'ONG donne les noms de 34 victimes, dont une femme et un adolescent et affirme que selon des survivants, les miliciens et les policiers responsables de la tueries portaient sur eux des T-shirt et des bandeaux de la milice Asaïb Ahl al-Haq. 
Les miliciens chiites avaient déjà commis des exactions dans la province de Diyala. Fin juillet, 15 sunnites avaient été exécutés et leurs corps pendus à des pylônes électriques sur une place de la ville de Bakouba.